# Historien de la photographie
Un historien de la photographie est une personne qui étudie l'histoire de la photographie depuis son invention par Nicéphore Niépce (1765-1833) et Louis Jacques Mandé Daguerre (1787-1851) jusqu'à nos jours et l'avènement de la photographie numérique, aussi bien en tant que procédé technique que mode d'expression artistique.

## Quelques historiens de la photographie
- Damarice Amao
- Pierre-Jean Amar
- Sylvie Aubenas
- Michel Auer
- Quentin Bajac
- Pierre Borhan
- Christian Bouqueret
- Michel Campeau
- Clément Chéroux
- Gabriel Cromer
- Jacques Defert
- Françoise Denoyelle
- Alain D'Hooghe
- Alcide Ducos du Hauron
- William A. Ewing
- Jean Fage
- Anna Fárová
- Jean-Marc Ferrer
- Alain Fleig
- Claude-Henry Forney
- Michel Frizot
- Jean-Claude Gautrand
- Helmut Gernsheim
- André Gunthert
- Nathalie Herschdorfer
- André Jammes
- Steven F. Joseph
- Bertrand Lavédrine
- Bernard Lefebvre
- Jean-Claude Lemagny
- Olivier Lugon
- Roméo Martinez
- Daniel Masclet
- Bernard Millet
- Anne de Mondenard
- Jean-Luc Monterosso
- Gilles Mora
- Beaumont Newhall
- Michel Poivert
- Robert Pujade
- André Rouillé
- Jean-Maurice Rouquette
- François Soulages